# Кяльмялис, Армандас
Армандас Кяльмялис (лит. Armandas Kelmelis; род. 22 марта 1998, Каунас) — литовский гребец, выступающий за сборную Литвы по академической гребле. Призёр чемпионата Европы 2022 года, чемпион мира и Европы среди юниоров, участник летних Олимпийских игр 2016 и 2020 годов.

## Биография
Армандас Кяльмялис родился 22 марта 1998 года в Каунасе, Литва.
Впервые заявил о себе в гребле на международной арене в сезоне 2013 года, выступив в парных четвёрках на домашнем юниорском чемпионате мира в Тракае. Год спустя в парных двойках выиграл серебряную медаль на юниорском мировом первенстве в Тракае. Ещё через год на аналогичных соревнованиях в Рио-де-Жанейро стал пятым в одиночках.
В 2016 году в одиночках одержал победу на юниорском чемпионате Европы в Тракае и на юниорском чемпионате мира в Роттердаме. Благодаря череде удачных выступлений удостоился права защищать честь страны на летних Олимпийских играх в Рио-де-Жанейро — был привлечён в команду менее чем за месяц до старта соревнований в связи с травмой первого номера сборной Роландаса Мащинскаса. На Играх в программе одиночек сумел квалифицироваться лишь в утешительный финал D и расположился в итоговом протоколе соревнований на 19 строке.
После Олимпиады в Рио Кяльмялис ещё в течение некоторого времени оставался в составе литовской национальной сборной и продолжал принимать участие в крупнейших международных регатах. Так, в 2017 году в парных двойках он стартовал на этапах Кубка мира в Белграде и Люцерне, выиграл бронзовую медаль на молодёжном мировом первенстве в Пловдиве, тогда как на взрослом чемпионате Европы в Рачице занял 18 место в одиночках.